# I'm with You (album)
I'm with You deseti je studijski album američkog rock sastava Red Hot Chili Peppers, objavljen 29. kolovoza 2011. godine pod etiketom Warner Bros. Recordsa. 
Album je bio broj jedan na ljestvicama u osamnaest različitih zemalja diljem svijeta. Producent albuma je Rick Rubin, izdavač je Warner Bros. Records. Album sadrži hitove ''Monarchy of Roses'', ''Factory of Faith'', ''Look Around'', ''The Adventures of Rain Dance Maggie'' i druge.

## Popis pjesama
| Br. | Skladba                               | Trajanje |
| --- | ------------------------------------- | -------- |
| 1.  | »Monarchy of Roses«                   | 4:12     |
| 2.  | »Factory of Faith«                    | 4:20     |
| 3.  | »Brendan's Death Song«                | 5:38     |
| 4.  | »Ethiopia«                            | 3:50     |
| 5.  | »Annie Wants a Baby«                  | 3:40     |
| 6.  | »Look Around«                         | 3:28     |
| 7.  | »The Adventures of Rain Dance Maggie« | 4:42     |
| 8.  | »Did I Let You Know«                  | 4:21     |
| 9.  | »Goodbye Hooray«                      | 3:52     |
| 10. | »Happiness Loves Company«             | 3:33     |
| 11. | »Police Station«                      | 5:35     |
| 12. | »Even You Brutus?«                    | 4:01     |
| 13. | »Meet Me at the Corner«               | 4:21     |
| 14. | »Dance, Dance, Dance«                 | 3:45     |

## Izvođači
- Flea – bas-gitara, prateći vokali, truba, udaraljke, klavijature
- Josh Klinghoffer – gitara, prateći vokali, udaraljke
- Anthony Kiedis – vokali, udaraljke
- Chad Smith – bubnjevi, udaraljke

## Turneja
Na koncertnoj turneji albuma I'm with You Red Hot Chilli Peppersi su posjetili naš Zagreb i brojne gradove svijeta. Popis gradova na turneji I'm with You